# Piotr Gruszczyński (komunista)
Piotr Gruszczyński pseud. „Roch”, „Sylwester” (ur. 12 marca 1894 w Bulkowie w powiecie płockim, zm. 4 lutego 1942 w Warszawie) – felczer, działacz komunistyczny, współzałożyciel Stowarzyszenia Przyjaciół ZSRR.

## Życiorys
Po ukończeniu trzyklasowej szkółki wiejskiej był samoukiem, a w 1911 zaczął uczęszczać do Szkoły Felczerskiej przy Uniwersytecie Warszawskim, zarabiając na utrzymanie jako fryzjer. Podczas I wojny światowej wstąpił do PPS, a około 1920 roku przeszedł do nielegalnej KPP, pracując jednocześnie społecznie w legalnym Towarzystwie Uniwersytetu Robotniczego (TUR) jako działacz oświatowy. Za radykalne przekonania władze zwierzchnie resortu zdrowia przerzucały go z miejsca na miejsce i utrudniały mu praktykę felczerską. Jesienią 1939, po powrocie z obozu przejściowego w Ostrołęce przystąpił do działalności politycznej. Skupił wokół siebie grupę działaczy robotniczych, tworząc tzw. „Piątkę Żoliborską”. Nawiązał w tym czasie kontakty z Antoniną Sokolicz i Stanisławem Dubois. „Piątka Żoliborska” stała się trzonem organizacji „Stowarzyszenie Przyjaciół ZSRR”. Gruszczyński był czołowym działaczem Stowarzyszenia; jednocześnie stał na czele komitetu redakcyjnego „Do Zwycięstwa” - organu prasowego Stowarzyszenia. Z ramienia organizacji uczestniczył w konferencjach porozumiewawczych z przedstawicielami organizacji „Młot i Sierp” i Związku Walki Wyzwoleńczej (ZWW). 23 października 1941 został aresztowany i osadzony na Pawiaku, gdzie zmarł wskutek tortur.

## Upamiętnienie
Od 24 listopada 1961 do 9 listopada 2017 r. był patronem ulicy w Warszawie na terenie dzielnicy Mokotów.